# اولوسوجی فاسوبا
اولوسوجی فاسوبا (انگلیسی: Olusoji Fasuba؛ زادهٔ ۹ ژوئیهٔ ۱۹۸۴) ورزشکار دو و میدانی اهل نیجریه است.
وی در مسابقات کشوری و بین‌المللی در مجموع برندهٔ ۴ مدال طلا، ۱ مدال نقره، ۱ مدال برنز شده‌است.